# Самін (Куявсько-Поморське воєводство)
Самін (пол. Samin, нім. Sammen) — село в Польщі, у гміні Бартничка Бродницького повіту Куявсько-Поморського воєводства.
Населення — 127 осіб (2011).

## Демографія
Демографічна структура станом на 31 березня 2011 року:
|          | Загалом | Допрацездатний вік | Працездатний вік | Постпрацездатний вік |
| -------- | ------- | ------------------ | ---------------- | -------------------- |
| Чоловіки | 65      | 16                 | 44               | 5                    |
| Жінки    | 62      | 16                 | 33               | 13                   |
| Разом    | 127     | 32                 | 77               | 18                   |